# 21 and a Wake-Up
21 and a Wake-Up là một bộ phim chiến tranh của Mỹ năm 2009 do nhà sản xuất, đạo diễn kiêm nhà văn Chris McIntyre chỉ đạo và viết kịch bản với sự tham gia của Amy Acker, Danica McKellar, Faye Dunaway.
Bộ phim đầu tiên của Mỹ về chiến tranh Việt Nam được phép quay tại Việt Nam sau Chiến tranh Việt Nam, dựa trên hàng chục câu chuyện có thật, hầu hết xoay quanh những ngày cuối cùng của Bệnh viện sơ tán số 24, bệnh viện lớn cuối cùng của quân đội ở miền Nam bị đóng cửa. Giống như người Mỹ từ bỏ Đông Nam Á, 21 and a Wakeup có dàn diễn viên toàn sao, được viết và đạo diễn bởi Chris McIntyre, một cựu binh của Thủy quân lục chiến Hoa Kỳ từ năm 1967 đến năm 1971, những năm đầy mâu thuẫn nhất của cuộc chiến. Bộ phim tập trung vào những con người thật mà McIntyre biết trong Thủy quân lục chiến, cũng như những kinh nghiệm của bác sĩ Marvin Wayne, bác sĩ nổi tiếng và được nhận được sự giáo dục tốt tại Evac 24 vào những năm cuối. 21 and a Wake-Up đã được mô tả là "một bộ phim truyền hình hành động thể hiện chân thực dưới làn da của các nhân vật, thể hiện vẻ đẹp ngoạn mục của Việt Nam mà hầu hết người Mỹ chưa từng thấy."

## Nội dung
Bộ phim dựa trên các sự kiện có thật, tập trung vào cuộc sống của ba y tá trẻ, một trong số họ đảm nhận chuyến hành trình gian khổ ngược sông Mekong đến Campuchia để cứu một cô gái người Mỹ gốc Việt còn rất trẻ trước khi mạng sống của cô bị hủy hoại trong cuộc ném bom Campuchia của Mỹ.